# CREA (ソフトウェア)
CREA（クレア）とはWindows XP、Windows Vista上で Microsoft .NET Framework 3.5 Service Pack 1を利用して動作するP2Pを利用した電子掲示板･プロジェクトの名称。Cybernet Creationの略。Piz&Yuminaという個人によって開発されていた。開発者から2010年10月18日でCREAの開発を中止すると宣言された。

## 概要
このソフトウェアはperfect darkの専用ボード上で「P2P版ニコニコ動画を作ろう」という構想で開発がスタートしたものである。しかし、その後の研究の結果、P2P型動画・コメント共有システムを作る前に、比較的軽量なデータのやり取りだけで済むP2P型掲示板システムをまず実現すべきだという結論にたどり着いたため、P2P型の電子掲示板を実装するにいたった。なお、将来的には当時の構想からもわかるとおり、「P2P技術による情報／コンテンツ共有・配信の仕組みを構築する」としていた。

## バージョンアップ履歴
| バージョン | リリース年月日 | 変更内容 |
| ---------- | -------------- | --- |
| 0.01       | 2009年6月28日  | ･最初のリリース |
| 0.03       | 2009年6月30日  | ･ポート番号が表示されるようになった。また、通信終了後通信タブから削除されないバグを修正 ･ポート番号が32768以上の場合正常に暗号化されない致命的バグを修正 |
| 0.3.7      | 2009年8月26日  | ･グローバルIPアドレス変更検出の致命的な問題を修正 |
| 0.3.8      | 2009年8月28日  | ･GIPの変更時タイトルバーの内容が変わらないバグを修正 ･終了時プロセスを強制終了する ･[掲示板]上下キーによる操作でスレッドが切り替わらないバグを修正 ･[掲示板]スレッドリストのコンテキストメニューに「情報をクリップボードにコピー」を追加 ･[掲示板]対象をファイルに保存でキャッシュ機構を用いるように変更 ･[掲示板]新着レスの強調（背景桃色） ･[動画]動画プレイヤー（仮2）の作成開始（移植ほぼ完了） ･[動画]別タブに移動しても再生が続行するように（仮2） |
| 0.3.9      | 2009年8月29日  | ･[DATABASE]外部ファイル処理のバグを修正 ･更新日時の処理を全体的に修正 ･[動画]動画プレイヤー（仮2) ･[動画]動画の最後までシークするとエラーが出るバグを修正 ･[掲示板]ポップアップ機能の刷新 |
| 0.3.10     | 2009年8月30日  | ･[DHT]近接ノードの最大値（α値）を20→10に ･終了後、タスクトレイにアイコンが残るバグを修正？ ･タスクトレイアイコンに「終了」メニューを追加 ･プロセス強制終了のバグを修正 ･[動画]動画プレーヤー（仮）を削除（仮2に移行） ･[動画]音楽ファイルのマウスホイールの上下によるシーク （mp3/wmaは不安定？コーデックの問題？） ･[掲示板]Escキーでポップアップを閉じる ･[掲示板]レスリンクのクリックでリンク先に移動 ･[掲示板]クリックにより交互に画像の表示／非表示 ･[掲示板]ポップアップのレス番号が全部0になってしまうバグを修正 ･[掲示板]ポップアップの本文のフォントの大きさが最初の行と同じになるバグを修正 ･英語版マニュアル その2        |
| 0.3.11     | 2009年9月1日   | ･[掲示板]「掲示板表示の設定」ダイアログボックスを新設 ･[掲示板]リンクされたレスのIDにポップアップを追加 ･[掲示板]フォントの設定変更時に位置をリセットする ･[掲示板]ポップアップの幅と高さを指定可能に |
| 0.3.12     | 2009年9月2日   | ･スレッドに名前を付ける（スレッド残存問題調査用） ･ウィンドウシステムを少し改良 ･[DATABASE]外部ファイルのキャッシュ機構を改良 ･[動画]シークーバーにマウスを合わせると時間を表示 ･[掲示板]同じUNQを連続でポップアップしない ･[掲示板]ポップアップをスクロール可能にする ･[掲示板]画像が拡大／縮小できなくなっていたバグを修正 ･[掲示板]画像の拡大／縮小の速さを設定可能に ･[掲示板]（2）ページモードでスクロールが効かなくなっていたバグを修正 ･[掲示板]画像、画像URLのコンテキストメニューに「対象のキャッシュを削除」を追加 ･[掲示板]「掲示板の設定」ダイアログボックスを閉じた後スレッドを更新 ･[掲示板の設定]全体の背景の変更可能 |
| 0.3.13     | 2009年9月3日   | ･IPアドレスの自動取得の軽微なバグを修正 ･プロセス残存問題を解決? ･データベースのバグ、問題を修正（ハッシュ値null、0000...対策1） ･[掲示板の設定]「色の選択」ウィンドウ ･[掲示板の設定]背景画像のStretch／TileMode／不透明度 |
| 0.4.0      | 2009年9月8日   | ･[NETWORK]一部の中継ノードなどが実質的に使用不可に ･適用ボタンを押すとメッセージが表示されることがあるバグを修正 ･[掲示板の設定]掲示板設定ファイルの作成（準備） その2 ･[掲示板]「レス番号を1から始める」のバグを修正2 ･[掲示板]レスリンクをクリックして移動が使えなくなっていたバグを修正 ･[掲示板]レスリンク先をCtrl+→／Ctrl+←で移動（挙動が微妙かも） ･バグレポートウィンドウ ･「レスの追加」のコンテキストメニューに「バグ報告テンプレート」を追加 |
| 0.4.2      | 2009年9月10日  | ･タイトルバーのGIP＋ポート番号の表示を削除 ･「新しいレス」窓の「プレビュー」タブ内のサイズが変わらないバグを修正 ･[タスクトレイ]新着レスのパルーンチップに新着件数を表示 ･[タスクトレイ]バルーンチップのクリックでウィンドウをアクティブ化 ･メモ機能（「システム」―「メモ」メニュー） ･開始、ログイン画面の試作 その2 |
| 0.5.10     | 2009年10月13日 | ･[動画]マウスホイールでの音量調節の方向を逆に ･[動画]D&Dによる動画再生 ･[タスクトレイ]タスクトレイに格納したまま終了すると 次回起動時にウィンドウが消えるバグを修正 ･[タスクトレイ]タスクトレイに格納したまま終了すると 次回起動時にウィンドウの位置がおかしくなるバグを修正 |
| 0.6.4(β)   | 2009年12月10日 | ・[TASK]タスクシステムの重大なバグを修正 ･バージョンの検出が行われないバグを修正 |